# Ivar Lo-Johansson

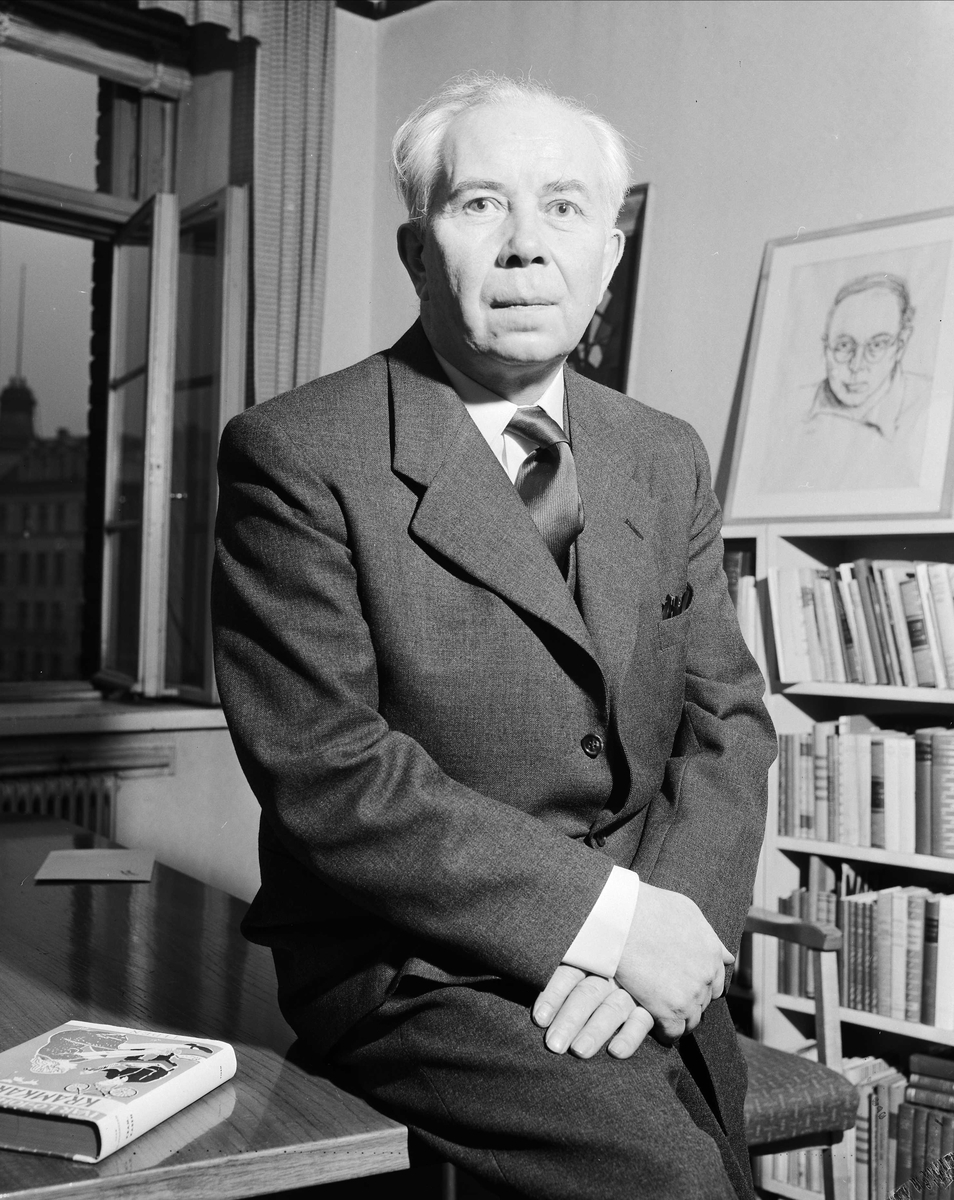
Ivar Lo-Johansson (1953)

Ivar Lo-Johansson (* 21. Februar 1901 in Ösmo, Gemeinde Nynäshamn; † 11. April 1990 in Stockholm) war ein schwedischer Schriftsteller.

## Leben und Werk
Ivar Lo-Johansson kam 1901 als Sohn eines Landarbeiters zur Welt. Er verließ die Schule mit elf Jahren und arbeitete u. a. als Landarbeiter, Postbote oder Bauarbeiter. Autodidaktisch lernte er mehrere Sprachen. Zwischen 1919 und 1923 engagierte sich Lo-Johansson in der Jugendorganisation der Sozialdemokraten.
Zwischen 1922 und 1925 arbeitete er für verschiedene Zeitungen, z. B. die Nynäshamns tidning, bis er 1925 zu einer Europareise aufbrach, um Erfahrungen für seine Schriftstellerkarriere zu sammeln. So schrieb er bis zu seinem literarischen Durchbruch 1932 mit Måna är död Reiseberichte, Kurzgeschichten und Lyrik.
1964 verlieh die Universität Uppsala Lo-Johannsson die Ehrendoktorwürde.
Lo-Johansson gilt als führender Autor der sog. Landarbeiterschule, einer Gruppe schwedischer Schriftsteller aus dem Landarbeitermilieu, die über ihre von Armut und Freudlosigkeit geprägte Kindheit und den Existenzkampf der Jugendjahre schrieben. In Romanen, Novellen und theoretischen Schriften schildert er das Schicksal einzelner sowie das Kollektiv aller Landarbeiter. Er lebte über mehr als fünf Jahrzehnte im Stockholmer Stadtviertel Mariaberget.
Lo-Johansson ist für seine lebhaften Beschreibungen der literarischen Zirkel der 20er, 30er und 40er Jahre bekannt. Er vertrat die Ansicht, dass Literatur stets die Perspektive des Underdog einnehmen sollte.
Stilistisch wechseln sich Naturalismus und dokumentarischer Realismus ab.

## Veröffentlichungen
- Vagabondliv i Frankrike (1927)
- Kolet i våld. Skisser från de engelska gruvarbetarnas värld (1928)
- Ett lag historier (1928)
- Nederstigen i dödsriket. Fem veckor i Londons fattigvärld (1929)
- Zigenare. En sommar på det hemlösa folkets vandringsstigar (1929)
- Mina städers ansikten (1930)
- Jag tvivlar på idrotten (1931; debattbok)
- Måna är död (1932)
- Godnatt, jord (1933) (dt. Gute Nacht, Erde)
- Kungsgatan (1935)
- Statarna (del 1-2, 1936-37)
- Jordproletärerna (1941)
- Bara en mor (1939)
- Traktorn (1943)
- Geniet (1947)
- En proletärförfattares självbiografi (1951-60)
  - Analfabeten (1951)
  - Gårdfarihandlaren (1953) (dt. Von Hof zu Hof)
  - Stockholmaren (1954)
  - Journalisten (1956)
  - Författaren (1957)
  - Socialisten (1958)
  - Soldaten (1959)
  - Proletärförfattaren (1960)
- Lyckan (1962) (dt. Lyckan. Ein Roman von der Liebe auf Erden)
- Astronomens hus (1966)
- Elektra. Kvinna år 2070 (1967)
- Passionssviten (1968-72)
- Passionerna (1968)
- Martyrerna (1968)
- Girigbukarna (1969)
- Karriäristerna (1969)
- Vällustingarna (1970)
- Lögnhalsarna (1971)
- Vishetslärarna (1972)
- Ordets makt (1973)
- Lastbara berättelser (1974)
- Memoarer (1978-85)
- Pubertet (1978)
- Asfalt (1979)
- Tröskeln (1982)
- Frihet (1985)
- Till en författare (1988)
- Skriva för livet (1989)
- Blå Jungfrun. En roman om diktens födelse (posthum 1990)
- Tisteldalen Dikter (posthum 1990)